# Яблочное (Крым)
Я́блочное (укр. Яблучне, крымскотат. Yabloçnoye, Яблочное) — село в Белогорском районе Республики Крым, входит в состав Криничненского сельского поселения (согласно административно-территориальному делению Украины — Криничненского сельсовета Автономной Республики Крым).

## Население
| 2001 | 2014 |
| ---- | ---- |
| 215  | ↘201 |

Всеукраинская перепись 2001 года показала следующее распределение по носителям языка
| Язык             | Процент |
| ---------------- | ------- |
| русский          | 74.88   |
| крымскотатарский | 16.28   |
| украинский       | 8.84    |

### Динамика численности
- 1989 год — 227 чел.[10]
- 2001 год — 215 чел.
- 2009 год — 224 чел.[11]
- 2014 год — 201 чел.[12]

## Современное состояние
На 2017 год в Яблочном числится 3 улицы — Кольцевая, Новая и Шоссейная; на 2009 год, по данным сельсовета, село занимало площадь 24,5 гектара на которой, в 78 дворах, проживало 224 человека.

## География
Яблочное — село в центре района, по левому берегу реки Сарысу, у её впадения в Биюк-Карасу, высота центра села над уровнем моря — 162 м. Ближайшее село — Белая Скала — в 1,5 км севернее. Расстояние до райцентра около 3,5 километров (по шоссе), до ближайшей железнодорожной станции Симферополь — примерно 46 километров. Транспортное сообщение осуществляется по региональной автодороге 35К-016 Нижнегорский — Белогорск (по украинской классификации — Т-0112).

## История
В селе растёт суворовский дуб возрастом около 800 лет, памятник природы регионального значения. Под ним, согласно легенде, в марте 1777 года, после победы над турецкими войсками в битве у Белой Скалы, Александр Суворов, вёл переговоры с представителями турецкого султана.
В 1842 году на месте современного села Григорием Петровичем Алтунджи был заложен фруктовый сад «Тогай» (Тугай) на площади в 20 десятин. Позже был построен господский дом (в довольно изменённом виде сохранился до наших дней). В конце XIX века сад был известен, как яблоневый, по информации из труда Л. П. Симиренко «Крымское промышленное плодоводство», в 1883 году сад был продан за 20000 рублей, по другим данным в 1890 году 10 десятин было продано М. П. Ханджиеву.
Усадьба впервые обозначена на верстовке Крыма 1890 года. По Статистическому справочнику Таврической губернии. Ч.II-я. Статистический очерк, выпуск пятый Феодосийский уезд, 1915 год, в экономии Тогай Андреевской волости Феодосийского уезда числилось 15 дворов с русским населением в количестве 65 человек приписных жителей.
После установления в Крыму Советской власти, по постановлению Крымревкома от 8 января 1921 года была упразднена волостная система и село вошло в состав вновь созданного Карасубазарского района Симферопольского уезда, а в 1922 году уезды получили название округов. 11 октября 1923 года, согласно постановлению ВЦИК, в административное деление Крымской АССР были внесены изменения, в результате которых округа ликвидировались, Карасубазарский район стал самостоятельной административной единицей и село включили в его состав. Согласно Списку населённых пунктов Крымской АССР по Всесоюзной переписи 17 декабря 1926 года, в селе Тогай упразднённого к 1940 году Тогайского сельсовета Карасубазарского района, числилось 22 двора, из них 21 крестьянский, население составляло 126 человек, из них 115 русских, 10 армян, 1 украинец, действовала русская школа. Экономия была преобразована в колхоз имени Первого мая, которое в довоенные годы носило название. Время образования села пока точно не установлено — это произошло между 1977 годом, поскольку на 1 июня того года оно ещё не существовало, и 1985 годом, когда уже отмечено на картах. С 12 февраля 1991 года село в восстановленной Крымской АССР, 26 февраля 1992 года переименованной в Автономную Республику Крым. Вначале Яблочное входило в состав Вишенского сельсовета, с 30 июля 1997 года — в Криничненский. С 21 марта 2014 года — в составе Республики Крым России.